# Баньо (Кот-д’Ор)
Баньо́ (фр. Bagnot) — коммуна во Франции, находится в регионе Бургундия. Департамент коммуны — Кот-д’Ор. Входит в состав кантона Сёр. Округ коммуны — Бон.
Код INSEE коммуны — 21042.

## Население
Население коммуны на 2010 год составляло 129 человек.
| 1962 | 1968 | 1975 | 1982 | 1990 | 1999 | 2010 |
| ---- | ---- | ---- | ---- | ---- | ---- | ---- |
| 120  | 120  | 118  | 147  | 133  | 124  | 129  |

## Экономика
В 2010 году среди 78 человек трудоспособного возраста (15—64 лет) 53 были экономически активными, 25 — неактивными (показатель активности — 67,9 %, в 1999 году было 69,9 %). Из 53 активных жителей работали 51 человек (26 мужчин и 25 женщин), безработных было 2 (1 мужчина и 1 женщина). Среди 25 неактивных 9 человек были учениками или студентами, 10 — пенсионерами, 6 были неактивными по другим причинам.